# Pandillo
Pandillo es una localidad del municipio de Vega de Pas (Cantabria, España). En el año 2024 contaba con una población de 108 habitantes (INE). La localidad se encuentra a 534 metros de altitud sobre el nivel del mar, y a 3,5 kilómetros de la capital municipal, Vega de Pas.